# Klizin-Chaba
Klizin-Chaba (do 2019: Chaba Klizińska) – przysiółek wsi Klizin w Polsce, położony w województwie łódzkim, w powiecie radomszczańskim, w gminie Kodrąb.
W latach 1975–1998 przysiółek administracyjnie należał do województwa piotrkowskiego.